# Commonwealth Mountain
Commonwealth Mountain ist ein Berg im kanadischen Territorium Nunavut. Er befindet sich auf Ellesmere Island, im westlichen Teil des Quttinirpaaq-Nationalparks. Mit einer Höhe von 2225 Metern ist Commonwealth Mountain die höchste Erhebung der Challenger Mountains, einem zur Arktischen Kordillere gehörenden Gebirgszug.